# Китката (Бяла Слатина)
„Китката“ е защитена местност, намираща се в землището на град Бяла Слатина.
Това са 2 групи от дъбови широколистни дървета, засадени според преданието от завоевател османлия по време на османската власт. Местността е била част от символиката в герба на града и общината. След промените през 1989 година, обектът от вековни дървета, вписан в Червената книга на България, е изсечен от бракониери, заедно с цялата залесена местност Агиното бранище.
В художествената галерия на града се съхраняват произведения на изкуството със заглавие „Китката“, които изобразяват защитената местност.